# The Horse Thief's Bigamy
The Horse Thief's Bigamy est un film muet américain réalisé par Allan Dwan et sorti en 1911.

## Synopsis
Bill McCurdy, un outlaw, emmène sa seconde épouse, femme très raffinée, à son ranch. Ils y retrouvent Pat McCurdy, le frère de Bill, qui le réprimande pour ses activités interlopes.

## Fiche technique
- Réalisation : Allan Dwan
- Date de sortie : États-Unis : 23 octobre 1911

## Distribution
- J. Warren Kerrigan : Pat McCurdy
- Pauline Bush : Mary McCurdy
- Jack Richardson: Bill McCurdy